# Javier Cruz (futbolista hondureño)
Javier Enrique Cruz Castellanos (Santa Cruz de Yojoa, Departamento de Cortés, Honduras; 24 de enero de 1995) es un exfutbolista hondureño. Jugo de portero y su último equipo fue el Real Juventud de la Liga de Ascenso de Honduras.
Es hijo del exarquero de la selección nacional de Honduras Wilmer Cruz.

## Selección nacional
Ha sido internacional con la Selección de fútbol sub-20 de Honduras.

## Clubes
| Club                                    | País     | Año         |
| --------------------------------------- | -------- | ----------- |
| Atlético Municipal                      | Honduras | 2010 - 2011 |
| Club Deportivo Marathón                 | Honduras | 2011 - 2012 |
| Atlético Municipal                      | Honduras | 2012 - 2013 |
| Honduras de El Progreso                 | Honduras | 2013 - 2015 |
| Atlético Municipal Fútbol Club (Cedido) | Honduras | 2016        |
| Honduras de El Progreso                 | Honduras | 2016        |
| Atlético Municipal Fútbol Club (Cedido) | Honduras | 2017        |
| Honduras de El Progreso                 | Honduras | Actualidad  |

## Palmarés

### Campeonatos nacionales
| Título                      | Club                    | País     | Año           |
| --------------------------- | ----------------------- | -------- | ------------- |
| Liga de Ascenso de Honduras | Honduras de El Progreso | Honduras | Apertura 2013 |
| Liga de Ascenso de Honduras | Honduras de El Progreso | Honduras | Clausura 2014 |
| Liga Nacional de Honduras   | Honduras de El Progreso | Honduras | Apertura 2016 |

### Copas nacionales
| Título                | Club                    | País     | Año  |
| --------------------- | ----------------------- | -------- | ---- |
| Supercopa de Honduras | Honduras de El Progreso | Honduras | 2014 |